# Trentepohlia latatra
Trentepohlia latatra är en tvåvingeart som beskrevs av Alexander 1953. Trentepohlia latatra ingår i släktet Trentepohlia och familjen småharkrankar.
Artens utbredningsområde är Madagaskar. Inga underarter finns listade i Catalogue of Life.